# Karrotte
Karrotte (früher auch Kar) ist eine Streusiedlung in den Türnitzer Alpen im niederösterreichischen Mostviertel (Niederösterreichische Kalkalpen), Gemeinde Frankenfels, Bezirk St. Pölten.

## Geographie
Der Ort befindet sich etwa 36 Kilometer südwestlich von St. Pölten, 9 km östlich von Scheibbs, etwa 3 km nordwestlich des Gemeindehauptorts.
Die Streusiedlung liegt auf um die 870 m ü. A. Höhe am Nordhang des Frankenfelsberg (933/918 m ü. A.), im Quellgebiet des Weißenbachs, der dann bei der Ruine Weißenburg der Pielach zufließt, und des Winkelgrabens zum Weißenbach. Hier geht das Bergland der Mostviertler Kalkvoralpen (Türnitzer Alpen) in die Vorberge des Ötschergebiets über.
Der Ort umfasst nur acht Gebäude mit etwa 20 Einwohnern. Zum Ortsgebiet gehören – von Ost nach West – die Einzellagen Hochscharten als Passhöhe in der Gipfelregion des Frankenfelsbergs über Frankenfels zum Winkelgraben, Hofstadt, Haag, und Seestein schon am obersten Weißenbach.
Nachbarortschaften
| Gärtenberg (Gem. St. Anton a.d. J., Bez. Scheibbs)       |                                             | Wiesrotte       |
| Wohlfahrtsschlag (Gem. St. Anton a.d. J., Bez. Scheibbs) | Kompassrose, die auf Nachbargemeinden zeigt | Lehengegend     |
|                                                          | Ödrotte                                     | Rosenbühelrotte |

## Geschichte
Der Ortsname steht zur alpinen Talform Kar und der Siedlungsform Rotte. Der Ortsname ist schon 1449 urkundlich (Urbar von Wallsee), die Einteilung der Region in Rotten 1629.
|             | Erzherzogtum Österreich | Erzherzogtum Österreich | Erzherzogtum Österreich | Erzherzogtum Österreich | Erzherzogtum Österreich | Erzherzogtum Österreich | Kronland Österreich unter der Enns (Kaisertum Österreich/ Österreich-Ungarn) | Kronland Österreich unter der Enns (Kaisertum Österreich/ Österreich-Ungarn) | Kronland Österreich unter der Enns (Kaisertum Österreich/ Österreich-Ungarn) | Bundesland Niederösterreich (Republik Österreich) | Bundesland Niederösterreich (Republik Österreich) | Bundesland Niederösterreich (Republik Österreich) | Bundesland Niederösterreich (Republik Österreich) | Bundesland Niederösterreich (Republik Österreich) | Bundesland Niederösterreich (Republik Österreich) |
| ----------- | ----------------------- | ----------------------- | ----------------------- | ----------------------- | ----------------------- | ----------------------- | ---------------------------------------------------------------------------- | ---------------------------------------------------------------------------- | ---------------------------------------------------------------------------- | ------------------------------------------------- | ------------------------------------------------- | ------------------------------------------------- | ------------------------------------------------- | ------------------------------------------------- | ------------------------------------------------- |
| Jahr        | 1449                    | 1629                    | 1751                    | 1771                    | 1787                    | 1794                    | 1822                                                                         | 1830                                                                         | 1869                                                                         | 1951                                              | 1961                                              | 1971                                              | 1981                                              | 1991                                              | 2001                                              |
| Bevölkerung | –                       | –                       | –                       | –                       | –                       | 54                      | –                                                                            | –                                                                            | 64                                                                           | 36                                                | 42                                                | 34                                                | 35                                                | 25                                                | 22                                                |
| Gebäude     | 10                      | 11                      | 10                      | 10                      | 10                      | 10                      | 10                                                                           | 10                                                                           | 10                                                                           | 6                                                 | 6                                                 | 7                                                 | 7                                                 | 7                                                 | 8                                                 |